# مفتون بردخونی
سید بهمنیار حسینی متخلص به مفتون و مشهور به مفتون بردخونی (مفتون دشتی)، شاعر دوبیتی‌سرای معاصر ایرانی است.
مفتون بردخونی فرزند سید علی‌اکبر و متولد ۱۲۷۶ خورشیدی در بردخون از نواحی منطقه قدیمی دشتی که امروزه شهری از توابع شهرستان دیر در استان بوشهر می‌باشد.
وی در سن ۶۵ سالگی به سال ۱۳۴۱ خورشیدی درگذشت. پس از دوبیتی‌های فایز دشتی شاعر هم‌دیارش دوبیتی‌هایش در فرهنگ عامه جنوب به‌ویژه استان بوشهر جایگاه خاصی دارد.
دوبیتی‌های او از بیشتر دوبیتی‌سرایان جنوب به درک عامه نزدیکتر و در گفتار از سهولت بیشتری برخوردار است. دوبیتی زیر به جهت اشاره به زادگاه و وطنش بردخون و بیان درد جنوبی بیشتر بر سر زبان‌هاست:
| بتا غربت به روی تو وطن شد     |  | وطن بی روی تو زندان من شد    |
| تو اندر مصر و کنعان خرم و شاد |  | به مفتون بردخون بیت الحزن شد |

## زندگی‌نامه
سید بهمنیار (آغا بهمنیار) حسینی متخلّص به مفتون، فرزند سید علی‌اکبر، زاده ۱۳۱۵ هجری قمری (۱۲۷۶ خورشیدی) دوبیتی‌سرای معاصر و از سادات خطّه جنوب ایران (بردخون) می‌باشد.
نام پدر او علی‌اکبر و نام مادرش زبیده بود. آغا بهمیار از جوانی کسب کمال و معرفت کرد و استعداد فطری خود را بروز داد و به ساختن اشعار پرداخت. پس از چندی از بردخون به‌آبادی کورک (واقع در شش فرسنگی جنوب غربی بردخون) مهاجرت نمود و تا آخر عمر درآنجا زیست و در همان‌جا در گذشت؛ جسد او چند سالی در گورستان کورک به امانت گذاشته شد و سپس به کشور عراق منتقل و در وادی‌السلام آنجا به خاک سپرده شد.
مفتون هفت فرزند، سه پسر و چهار دختر داشت. پسر اول او علی‌اکبر، و دومی علی‌اصغر که هر دو در زمان حیات پدر درگذشتند. سومین پسر که در سال ۱۳۲۶ خورشیدی به دنیا آمد به یاد و احترام نخستین فرزند ازدست‌رفته (علی‌اکبر) نامش را علی‌اکبر گذاشتند که هم‌اکنون در بندر دیر زندگی می‌کند.
نام دختران مفتون به ترتیب تقّدم: نرگس، معصومه، خدیجه، مرضیه می‌باشند. از این چهار دختر، معصومه و خدیجه در قید حیاتند.
از سوانح تاثربرانگیز زندگی شاعر مرگ دو فرزندش در جوانی بود. علی‌اکبر در سال ۱۳۵۵ هجری قمری داغ در دل پدر نهاد و به همین مناسبت قطعه شعری در قالب رباعی سرود:
| ای قبر گلی که در میان خار است  |  | پیوسته دو چشم باغبان خون‌بار است |
| هر کس که سؤال نام و تاریخش کرد |  | بر گو که علی اکبر بهمنیار است   |

علی‌اصغر دومین فرزندی بود که درگذشت و به همین مناسبت پدر مرثیه ذیل را سرود:
| افسوس گلی ز گلستان رفت  |  | یک سرو سهی ز بوستان رفت  |
| یک گلشن مهر و حسن اخلاق |  | تاراج به صرصر خزان رفت   |
| مانند ستاره‌ای سحرگاه    |  | تابید و ز چشم دوستان رفت |
| در اول عمر، علی اصغر    |  | ناکام چو اکبر جوان رفت   |

## اشعار و آثار
مفتون شاعری دوبیتی‌سراست که بیشتر آوازه او مرهون همان دوبیتی است اما در غزل، قصیده، مثنوی و دیگر قالب‌های شعری نیز طبع آزمایی کرده‌است. شهرت شاعری مفتون در جنوب تا بدان‌جا است که دوش به دوش فایز دشتی حرکت می‌کند بدیهی است که فایز و مفتون به دلیل درد مشترک و دلسوختگی جنوب نشینی و احساسات داغ و آفتاب‌زده شاعرانه خود به زبانی نزدیک به هم دست یافته‌اند اما روانی و زلالی تشبیهات اشعار فایز دشتی سروگردنی از تصویرهای شعری مفتون بلندتر است. امروزه شروه‌خوانان جنوب بیشتر از شعرهای فایز و مفتون بهره می‌برند. در شعر او -به‌ویژه دوبیتی‌هایش- سادگی و روانی همراه با استعاره موج می‌زند.
به گفته منتقدان و شارحان، در اشعار مفتون تکرار فراوان لفظ‌ها و تعابیر، یعنی تکرار یک معنی در لفظ‌های گوناگون زیاد به چشم می‌خورد؛ مانند شکستن عهد و وفا، رسم وفاداری، جور و جفا؛ به هر رو در خصوص تأثیر و احیاناً تقلید مفتون از دیگر شعرای قبل از خود، گفتنی زیاد است ولی هر چه باشد، ترانه‌های گرم او با زبان شروه در زبان مردم خطه استان بوشهر فراوان نقل می‌شود.

### آثار
وی بیشتر در دوبیتی طبع آزمایی کرده‌است گر چه مثنوی لیلی و مجنون او بسیار زیبا می‌باشد ولی شهرتش بیشتر بخاطر دوبیتی‌هایش می‌باشد. وی غزل را نیکو می‌سرود و در این زمینه شدیداً تحت تأثیر سعدی و بیشتر حافظ بود که شاهد بر این مدعا دیوان ایشان معروف به هدیةالعشاق است. او علاوه بر این صاحب کشکولی بنام حسینی است که نسخه ناقصی از آن موجود می‌باشد در قسمتی از این کشکول نسبت خود را به شاه فرج‌الله ملقب به امیر دیوان می‌رساند.
مهمترین آثار مفتون، علاوه بر کتاب کشکول، مجموعه کوچک اشعار اوست بنام هدیةالعشاق که شامل دوبیتی، رباعی، غزل، مثنوی و تعدادی قصاید از وی به یادگار مانده که این آثار اوج اندیشه ادبی و قریحه شاعری او را نشان می‌دهد.

### نمونه‌های اشعار
دوبیتی‌ها:
| بسی آید بهار و ما نباشیم |  | بیاید گلعذار و ما نباشیم  |
| بسی مفتون گل شادی بروید  |  | به طرف جویبار و ما نباشیم |

| چو ایام گذشته یادم آید     |  | خرابی بر دل آبادم آید     |
| به یاد دوستان از چشم مفتون |  | برون خون از دل ناشادم آید |

| مرا تا دیده بر روی تو باز است |  | تنم چون شمع در سوز و گداز است |
| قدت کوتاه همچون عمر مفتون     |  | ولی زلفت چو امیدم دراز است    |

| پس از مرگم تو با یاران دلخواه |  | گذر بر تربتم آرید ناگاه  |
| بگو با آن رفیقان رفت مفتون    |  | به امید دراز و عمر کوتاه |

| به ما ای دوست ننمایی اگر رخ |  | به هجرت جان سپارم ای پری‌رخ  |
| یقین جان آید اندر جسم مفتون |  | به خاکم گر گشایی برقع از رخ |

| دلم شد شرحه شرحه از غم یار |  | به چشمم بی رخش خار است گلزار       |
| بت مفتون نمی‌کردی فراموش    |  | نه چشم و دل، نه در خواب و نه بیدار |

قسمتی از یک غزل:
| آن که از هجر یار بی تاب است  |  | جاری از دیدگان او آب است      |
| حال هجران کشیده کی داند      |  | آن که در عین وصل در خواب است… |
| ... وصل جانان بود چو آب حیات |  | لیک مفتون! وصال کمیاب است     |